# OPERA (OKAMOTO'Sのアルバム)
『OPERA』（オペラ）は、OKAMOTO'Sの6枚目のオリジナルアルバム。2015年9月30日にアリオラジャパンから発売された。初回生産限定盤はレコーディングドキュメンタリー映像を収録。また、完全生産限定アナログ盤としてOKAMOTO'S初のアナログ盤も2枚組でリリースされた。

## 概要
アルバム全体を通じて1つの物語を形成する「現代版ロック・オペラ」をテーマに制作され、収録曲順にレコーディングをすることにより、バンドの意識もストーリーの流れを損なうことなく完成したOKAMOTO'Sの新たな方向性を示す斬新な作品となっている。
前作「Dance With Me/Dance With You」を制作する過程でイメージが膨らんでいき制作に至ったとのこと。
このアルバムから派生して生まれた小説版『OPERA』も発売され、OKAMOTO'Sのメンバーが考案したアルバムストーリーを草彅洋平（東京ピストル）がモデリングし、物語に落とし込んだ。音楽好きから念願の音楽業界に入った入社2年目の富井一（はじめ）こと「トミー」が、ある晩泥酔してカギ、携帯、財布をなくしたことにより、「現代版・三重苦」を背負い、それに起因するさまざまな事柄や心境の変化が1日を通して目まぐるしく展開するストーリーとなっており、若者なら誰にでもある平凡な1日の様子を描いた内容でもある。

## 収録曲

### CD
| 全編曲: OKAMOTO'S（特記以外）。 |                                                         |                                |                                |       |
| #                               | タイトル                                                | 作詞                           | 作曲                           | 時間  |
| 1.                              | 「OVERTURE」                                            |                                |                                | 0:55  |
| 2.                              | 「Dance With You (Album ver.)」                         | OKAMOTO'S                      | OKAMOTO'S                      | 4:03  |
| 3.                              | 「アップサイドダウン」                                  | オカモトショウ                 | オカモトコウキ・オカモトショウ | 4:20  |
| 4.                              | 「NOISE 90」                                            | オカモトコウキ                 | オカモトコウキ                 | 3:55  |
| 5.                              | 「夢の中へ…」                                           | オカモトショウ                 | オカモトショウ                 | 1:28  |
| 6.                              | 「TOMMY?」                                              | オカモトショウ                 | オカモトショウ                 | 5:18  |
| 7.                              | 「うまくやれ」                                          | オカモトショウ                 | ハマ・オカモト・OKAMOTO'S      | 4:44  |
| 8.                              | 「HEADHUNT (Album ver.)」(編曲: OKAMOTO'S・大久保友裕)  | いしわたり淳治・オカモトショウ | オカモトコウキ                 | 4:29  |
| 9.                              | 「エキストラ」                                          | オカモトショウ                 | オカモトショウ                 | 2:56  |
| 10.                             | 「ハーフムーン」                                        | オカモトコウキ                 | オカモトコウキ                 | 4:10  |
| 11.                             | 「ZEROMAN (Album ver.)」(編曲: OKAMOTO'S・佐橋佳幸)     | オカモトショウ・松尾スズキ     | オカモトコウキ                 | 3:29  |
| 12.                             | 「Knock Knock Knock」                                   | オカモトショウ                 | オカモトショウ                 | 3:13  |
| 13.                             | 「楽しくやれるハズさ」                                  | オカモトショウ                 | オカモトレイジ・オカモトショウ | 2:55  |
| 14.                             | 「L.O.S.E.R」                                           | オカモトショウ                 | オカモトショウ                 | 5:03  |
| 15.                             | 「Beautiful One Day」                                   | オカモトショウ                 | オカモトショウ・オカモトレイジ | 2:36  |
| 16.                             | 「Dance With Me (Album ver.)」(編曲: 岸田繁・OKAMOTO'S) | OKAMOTO'S                      | OKAMOTO'S                      | 3:59  |
| 合計時間:                       | 合計時間:                                               | 合計時間:                      | 合計時間:                      | 57:33 |

### DVD (初回盤のみ)
| #         | タイトル                                       | 作詞  | 作曲・編曲 | 時間  |
| --------- | ---------------------------------------------- | ----- | ---------- | ----- |
| 1.        | 「OPERA レコーディング・ドキュメンタリー映像」 |       |            | 46:22 |
| 合計時間: | 合計時間:                                      | 46:22 |            |       |

### 楽曲解説
1. OVERTURE
2. Dance With You (Album ver.)
  - 7thシングル。カップヌードルTVCMソング。
3. アップサイドダウン
4. NOISE 90
5. 夢の中へ…
  - ゲストボーカリストとしてUCARYが参加[6]。
6. TOMMY?
7. うまくやれ
8. HEADHUNT (Album ver.)
  - 6thシングル。テレビアニメ『デュラララ!!×2 承』オープニングテーマ。
9. エキストラ
10. ハーフムーン
  - ギターのオカモトコウキが初めてフルボーカルをとった[6]。
11. ZEROMAN (Album ver.)
  - 7thシングルB面。映画『ジヌよさらば〜かむろば村へ〜』主題歌。
12. Knock Knock Knock
13. 楽しくやれるハズさ
14. L.O.S.E.R
15. Beautiful One Day
16. Dance With Me (Album ver.)
  - 7thシングル。岸田繁（くるり）プロデュース作品。